# Josep Ferrer i Bujons
Pour les articles homonymes, voir Ferrer.
Œuvres principales
Ànima de Frontera (1999)
Josep Ferrer i Bujons, né dans le hameau de Sant Martí de Maçana à Rubió (Catalogne, Espagne) le 12 mai 1959, est un poète, écrivain et professeur espagnol.

## Biographie
Diplômé en philologie catalane, il a été professeur de langue et littérature catalanes dans différents instituts du secondaire et correcteur et éditeur à l'hebdomadaire La Veu de l'Anoia. Il a aussi collaboré au périodique Regió 7 dans son édition de l'Anoia.
Il est un des cofondateurs de la Revista d'Igualada (2e époque). Il travaille désormais comme linguiste à l'édition en catalan d'El Periódico de Catalunya.

## Publications
Poésie
- Paraules de pluja al vent (1983),
- Paraules de lluna tèbia (1986),
- Tots els cants (1991)
- Bagatge de miralls (1997);

Romans
- Ànima de frontera (1999)

Prix
- Ateneu Igualadí, 1987: Les fulles de tardor